# Boulsevicz Beatrix
Boulsevicz Beatrix (Budapest, 1987. február 15. –) rövidpályás Európa-bajnok magyar úszó.

## Karrierje
Karrierje során a Római Sport Egyesületben, illetve a Jövő SC-ben versenyzett, Selmeczi Attila tanítványaként. 2003-ban 100 méteres pillangóúszásban Európa-bajnok lett Glasgowban, 200 pillangón a második legjobb teljesítményt nyújtotta. Első komolyabb felnőtt nemzetközi versenyének a 2003-as rövidpályás Európa-bajnokság számított, ahol 200 méteres pillangóúszásban a hetedik helyet szerezte meg a döntőben. Egy évvel később tagja volt az athéni olimpián szereplő csapatnak, 100 pillangón a 17., hosszabb távon a 18. helyen végzett. Az igazi áttörést a 2005-ös év hozta meg Boulsevicz számára. Az év végén Triesztben rendezett rövidpályás Eb-n a hosszabb távon a legjobb idővel jutott a döntőbe, amelyet megnyerve kontinensbajnok lett. Ugyanezen a versenyen 100 m-en hetedikként ért célba.
2006-ban a budapesti nagymedencés Eb-n közel volt az éremszerzéshez, ám 100-on és 200-on is negyedik lett, míg a 4x100-as vegyesváltóval (Szepesi Nikolett, Kovács Ágnes és Verrasztó Evelyn társaként) hatodikként végzett. Az év végén rendezett rövidpályás Eb-n ismét dobogóra állhatott, miután csak az olimpiai bajnok Otylia Jędrzejczak tudta őt megelőzni 200 pillangón. Pekingben az olimpián ismét a 18. helyen zárt kedvenc távján, 200 méteres pillangóúszásban.